# Will You Love Me Tomorrow
Will You Love Me Tomorrow (conosciuta anche come Will You Still Love Me Tomorrow) è una canzone romantica del 1960, scritta da Gerry Goffin e Carole King, che è stata interpretata da numerosi artisti nel corso degli anni. La prima versione incisa, quella delle Shirelles nel 1961 arriva al 1º posto della Billboard Hot 100 per due settimane. La canzone è stata la prima canzone di un girl group di ragazze nere a raggiungere il numero uno negli Stati Uniti.
Il brano è diventato uno standard ed è stato inciso da numerosissimi artisti, la stessa Carole King incise una sua versione nell'LP del 1971 Tapestry

## Altre versioni
- 1961 - Mike Berry
- 1961 - Lil Malmkvist - Hur blir det i morgon (versione svedese)
- 1962 - Ronnie James Dio and The Prophets
- 1962 - Ben E. King, nell'album Ben E. King Sings for Soulful Lovers
- 1964 - Dusty Springfield, nell'album A Girl Called Dusty
- 1965 - The Rokes, con il titolo italiano Ci vedremo domani, nell'album The Rokes
- 1966 - Cher, nell'album Cher
- 1968 - The Four Seasons - (arriva al posto 24 Billboard Hot 100 di quell'anno)
- 1968 - Sandy Posey
- 1969 - Françoise Hardy, nell'album En Anglais
- 1970 - Linda Ronstadt, nell'album Silk Purse
- 1971 - Carole King, nell'album Tapestry, con i cori di Joni Mitchell e James Taylor
- 1972 - Roberta Flack, con Will You Still Love Me Tomorrow, 76ª nella Billboard Hot 100
- 1974 - Melanie Safka, 82ª nella Billboard Hot 100 e presenziò nella Top 40 nel Regno Unito
- 1975 - Morningside Drive, versione dance, 33ª nella Billboard Hot 100
- 1976 - Dana Valery, versione dance, 95ª nella Billboard Hot 100
- 1976 - Graham Bonnet
- 1978 - Dave Mason, 39ª nella top 100 americana
- 1980 - Brotherhood of Man
- 1980 - Rainbow
- 1981 - Maureen Tucker dei The Velvet Underground, lato b del singolo Around and Around
- 1983 - Dionne Warwick, con The Shirelles nell'album How Many Times Can We Say Goodbye
- 1984 - Laura Branigan, nell'album Self Control
- 1987 - Elton John, in un concerto di beneficenza, versione non incisa su disco
- 1989 - Millie Jackson, nell'album Back to the Shit
- 1989 - Angus Tung
- 1992 - Joe Walsh, nell'album Songs for a Dying Planet
- 1992 - Patti LaBelle and Loretta Divine, versione ballad
- 1993 - Björn Again, versione dance nell'album Flashback!
- 1993 - Bryan Ferry
- 1993 - Neil Diamond, nell'album Up on the Roof: Songs from the Brill Building
- 1995 - The Bee Gees, quella che Carole King definì "la versione definitiva" nell'album Tapestry Revisited
- 1997 - Dianne Reeves, nell'album That Day
- 1997 - Lorrie Morgan, versione country nell'album Shakin' Things Up
- 1998 - Shawn Colvin, nei titoli di coda della serie The Larry Sanders Show
- 2000 - Minnie Driver, nel film Beautiful - Una vita da miss
- 2000 - Laura Nyro, nell'album Angel in the Dark pubblicato nel 2001 dopo la sua morte
- 2004 - Amy Winehouse, nella colonna sonora film Che pasticcio, Bridget Jones!
- 2004 - Inger Marie Gundersen,  versione jazz da "Make this Moment"
- 2006 - Lauryn Hill, nei concerti
- 2006 - John Frusciante dei Red Hot Chili Peppers, nei concerti
- 2009 - The French Kicks
- 2009 - Lykke Li
- 2012 - Will You Still Love Me Tomorrow? singolo promozionale di Amy Winehouse
- 2013 - Leslie Grace, nell'album Leslie Grace, versione bachata